# Hellnar
Hellnar je rybářská vesnice na Islandu.
Zprávy o rybolovu v Hellnaru pochází již z roku 1560. V roce 1945 zde byl vysvěcen kostel.
Hellnar je vyhledávaný turisty; jednak díky krásné pláži a jeskyním, jednak díky nedalekému národnímu parku Snæfellsjökull.